# Adam Pavlásek
Adam Pavlásek, né le 8 octobre 1994 à Bílovec, est un joueur de tennis tchèque.

## Carrière
Lors de l'édition 2015 de la Hopman Cup, il bénéficie du forfait de son compatriote Radek Štěpánek deux semaines avant le début du tournoi en raison d'un souci musculaire à la jambe droite. Alors 240e mondial, il participe au tournoi associé à Lucie Šafářová et gagne un simple contre le 19e mondial Fabio Fognini en trois sets.
Il participe au premier tour de l'édition 2015 de la Coupe Davis. Avec Jiří Veselý, les deux joueurs remportent le double contre le duo australien Sam Groth - Lleyton Hewitt, relançant les espoirs de la République tchèque qui était alors menée 2 à 0. La République tchèque est finalement éliminée 3 à 2.
Il a remporté 4 titres en Challenger en simple : à Poprad en 2015, Prague et Banja Luka en 2016 et Rome en 2018.
Qualifié pour Roland-Garros en 2018, il est battu, sèchement, au 2e tour par Diego Schwartzman, alors no 11 mondial (1-6, 3-6, 1-6).

Adam Pavlásek lors de Roland-Garros 2018
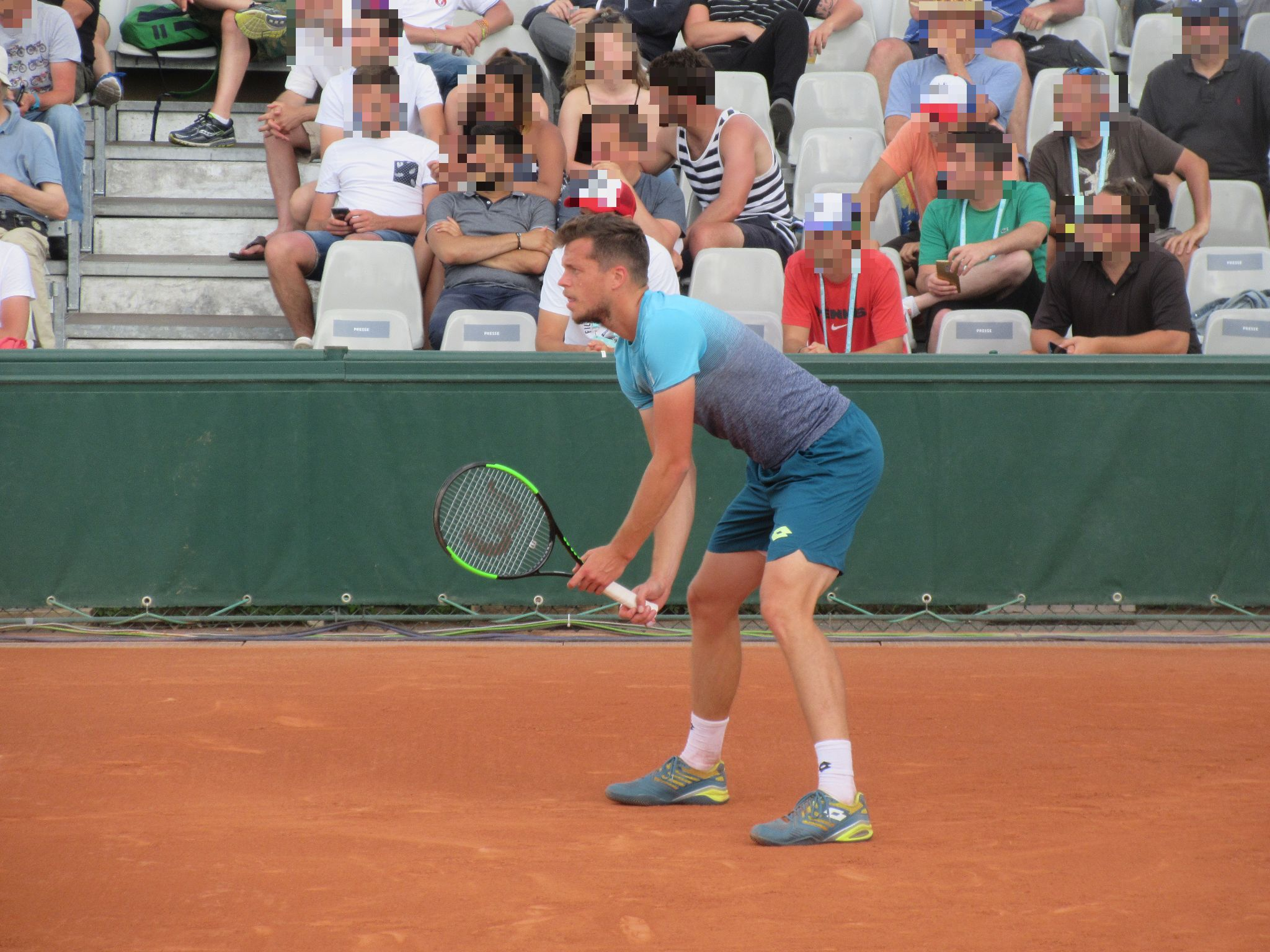
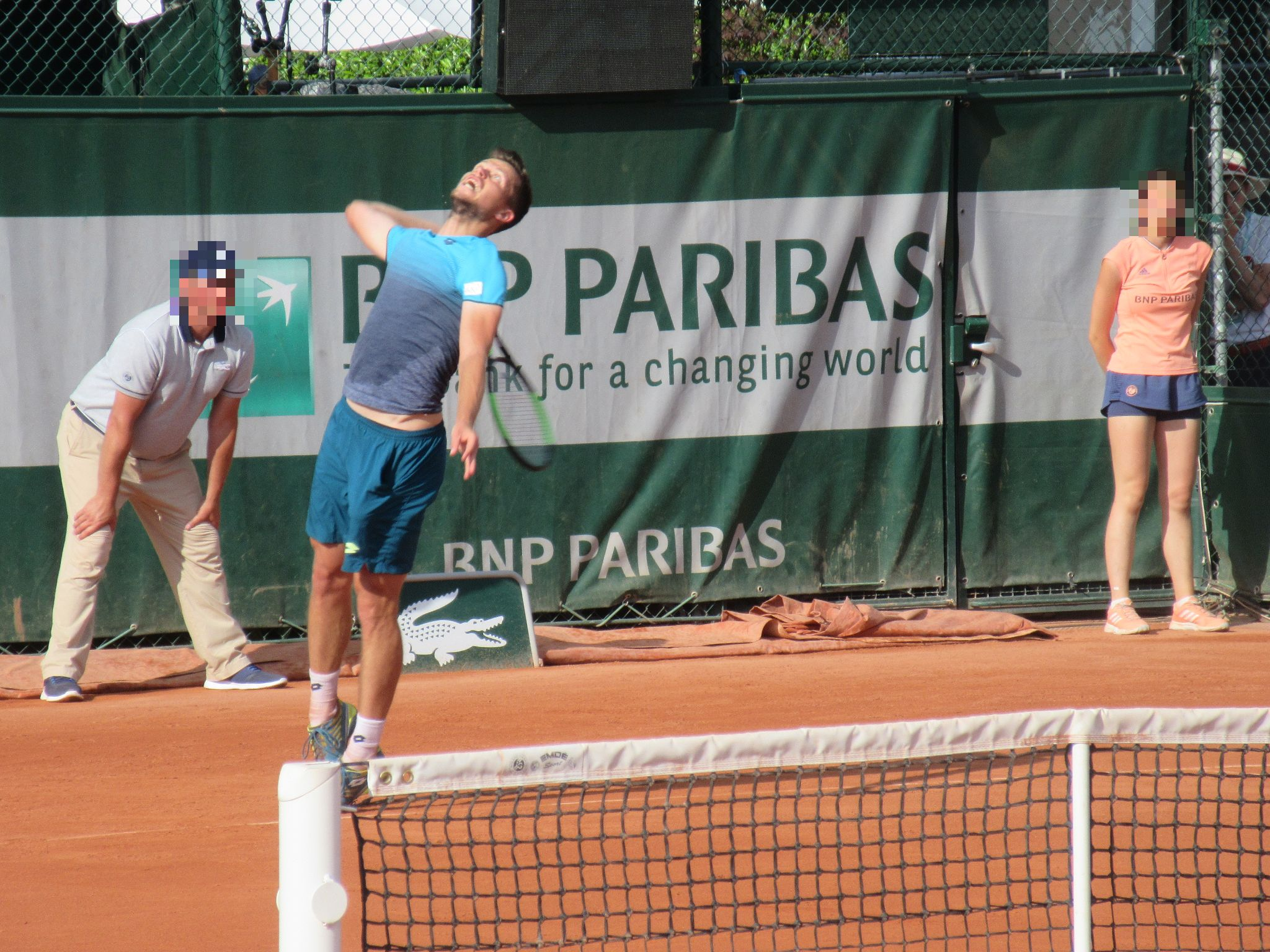
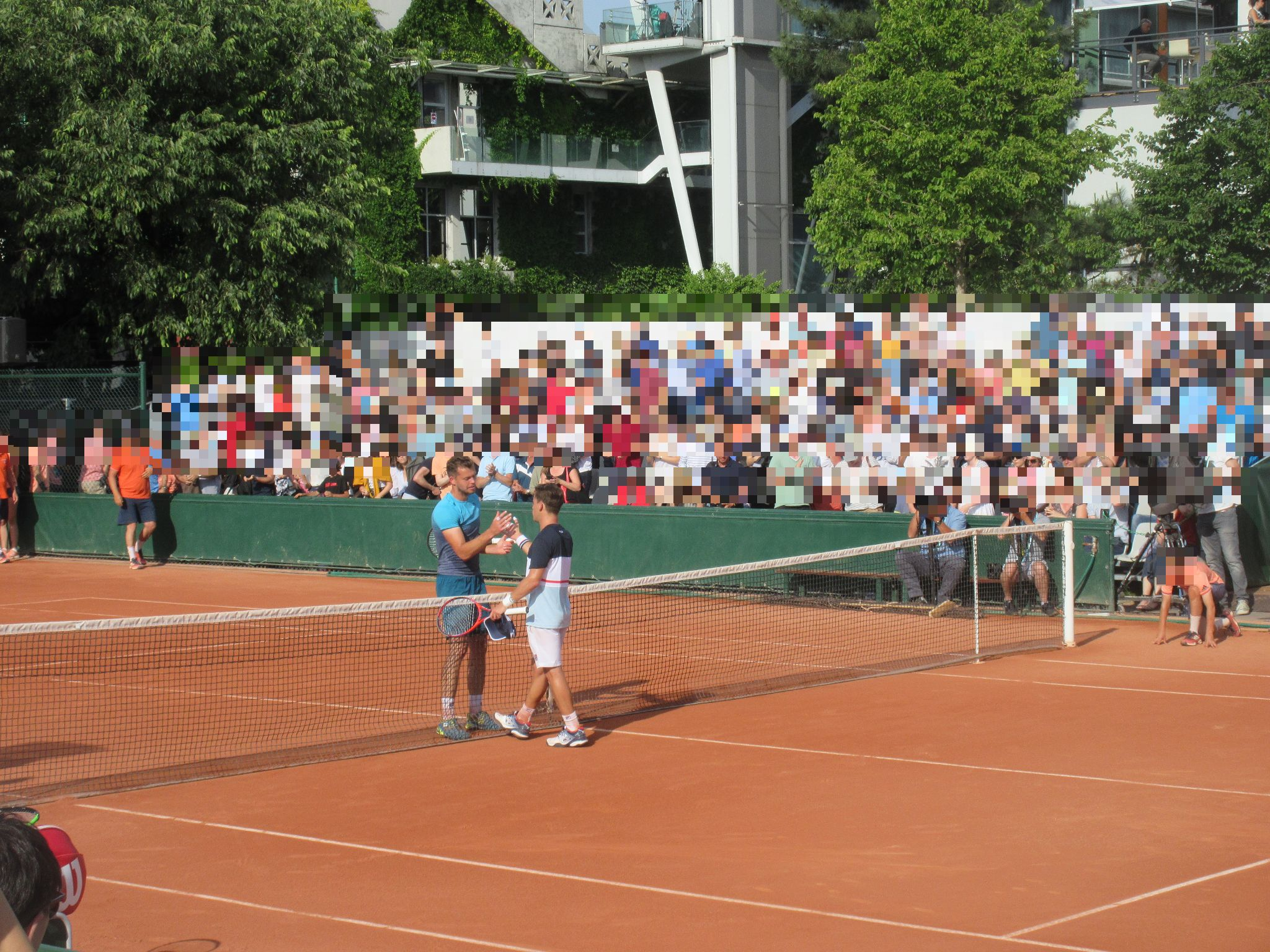
Adam Pavlásek et Diego Schwartzman à Roland-Garros en 2018.

## Palmarès

### Finales en double messieurs
| No | Date       | Nom et lieu du tournoi    | Catégorie    | Dotation    | Surface      | Vainqueurs                          | Partenaire      | Score             |          |
| -- | ---------- | ------------------------- | ------------ | ----------- | ------------ | ----------------------------------- | --------------- | ----------------- | -------- |
| 1  | 16-10-2023 | European Open Anvers      | ATP 250      | 673 630 €   | Dur (int.)   | Pétros Tsitsipás Stéfanos Tsitsipás | Ariel Behar     | 65-7, 6-4, [10-8] | Parcours |
| 2  | 24-04-2024 | Mutua Madrid Open Madrid  | Masters 1000 | 7 877 020 € | Terre (ext.) | Sebastian Korda Jordan Thompson     | Ariel Behar     | 6-3, 7-67         | Parcours |
| 3  | 28-10-2024 | Rolex Paris Masters Paris | Masters 1000 | 5 950 575 € | Dur (int.)   | Wesley Koolhof Nikola Mektić        | Lloyd Glasspool | 3-6, 6-3, [10-5]  | Parcours |

## Parcours dans les tournois duGrand Chelem

### En simple
| Année | Open d'Australie | Open d'Australie | Internationaux de France | Internationaux de France | Wimbledon      | Wimbledon   | US Open | US Open |
| ----- | ---------------- | ---------------- | ------------------------ | ------------------------ | -------------- | ----------- | ------- | ------- |
| 2016  | —                | —                | 2e tour (1/32)           | Jérémy Chardy            | —              | —           | —       | —       |
| 2017  | 1er tour (1/64)  | A. Whittington   | —                        | —                        | 2e tour (1/32) | N. Djokovic | —       | —       |
| 2018  | —                | —                | 2e tour (1/32)           | D. Schwartzman           | —              | —           | —       | —       |

N.B. : à droite du résultat se trouve le nom de l'ultime adversaire.

### En double messieurs
| Année | Open d'Australie                                                              | Open d'Australie                                                                     | Internationaux de France                                                                     | Internationaux de France                                                         | Wimbledon                                                                         | Wimbledon | US Open | US Open |
| ----- | ----------------------------------------------------------------------------- | ------------------------------------------------------------------------------------ | -------------------------------------------------------------------------------------------- | -------------------------------------------------------------------------------- | --------------------------------------------------------------------------------- | --------- | ------- | ------- |
| 2023  | —                                                                             | —                                                                                    | 2e tour (1/16) Ariel Behar \|\| style="text-align:left;" \| A. Nedovyesov M. Á. Reyes-Varela | 1/4 de finale Ariel Behar \|\| style="text-align:left;" \| W. Koolhof N. Skupski | 2e tour (1/16) Ariel Behar \|\| style="text-align:left;" \| N. Lammons J. Withrow |           |         |         |
| 2024  | 1/4 de finale Ariel Behar \|\| style="text-align:left;" \| T. Macháč Zhang Z. | 1er tour (1/32) Ariel Behar \|\| style="text-align:left;" \| Rajeev Ram J. Salisbury | 1er tour (1/32) Ariel Behar \|\| style="text-align:left;" \| T. Macháč Zhang Z.              | 1/8 de finale Ivan Dodig \|\| style="text-align:left;" \| M. Arévalo Mate Pavić  |                                                                                   |           |         |         |
| 2025  |                                                                               |                                                                                      |                                                                                              |                                                                                  |                                                                                   |           |         |         |

N.B. : le nom du partenaire se trouve sous le résultat ; les noms des ultimes adversaires se trouvent à droite.

## Parcours dans lesMasters 1000
| Année | Indian Wells | Miami             | Monte-Carlo | Rome | Madrid | Canada | Cincinnati | Shanghai | Paris |
| ----- | ------------ | ----------------- | ----------- | ---- | ------ | ------ | ---------- | -------- | ----- |
| 2017  | —            | 1er tour T. Fritz | —           | —    | —      | —      | —          | —        | —     |

N.B. : sous le résultat se trouve le nom de l’ultime adversaire.

## Classements ATP en fin de saison
| Année          | 2011 | 2012 | 2013 | 2014 | 2015 | 2016 | 2017 | 2018 | 2019 | 2020 | 2021 | 2022 | 2023 |
| Rang en simple | 910  | 441  | 402  | 242  | 160  | 75   | 202  | 211  | 389  | 402  | 526  | 1724 | –    |
| Rang en double | –    | 505  | 714  | 287  | 347  | 1214 | –    | 835  | 330  | 618  | 511  | 93   | 56   |

Source : (en) Classements de Adam Pavlásek sur le site officiel de la Fédération internationale de tennis